# Crkva sv. Spasa u Dubrovniku
Crkva sv. Spasa je crkva u starom dijelu Dubrovnika.
Sagrađena je oko 1520. godine kao zavjetna crkva. Kada je potres 17. svibnja 1520. godine pogodio Dubrovnik, poginulo je oko 20 ljudi, a šteta na građevinama bila je velika. Građani Dubrovnika mislili su da će brdo Srđ pasti na grad. U znak zahvalnosti što se to nije dogodilo, Dubrovački senat odlučio je sagraditi ovu crkvu u blizini franjevačkog samostana i velike Onofrijeve česme. Nova crkva posvećena je blagdanu Spasova (Uzašašća), pa se na taj blagdan održavala i procesija.
Radovi na izgradnji povjereni su korčulanskom majstoru Petru Andrijiću, koji je podigao crkvu u renesansnom stilu. Sv. Spas se smatra prvom stilski cjelovitom renesansnom građevinom u Dubrovniku, jer je dotad uglavnom prevladavao gotički stil u arhitekturi Dubrovnika. Crkva ima tzv. trolisno pročelje, odnosno zabat u obliku trolista, svojstven istočnojadransim renesansnim crkvama.
Kada je novi, puno jači potres 6. travnja 1667. pogodio grad, crkva sv. Spasa gotovo da nije pretrpjela nikakvu štetu. Danas se u njoj održavaju koncerti klasične glazbe i likovne izložbe.

## Vanjske poveznice
- Božo Cvjetković: Crkva Sv. Spasa u Dubrovniku
- Dubrovnik, Crkva sv. Spasa  Arhivirana inačica izvorne stranice od 11. lipnja 2020. (Wayback Machine),  Ministarstvo kulture RH